# Couleuvre d'eau
Nerodia sipedon
Espèce
Synonymes
- Coluber sipedon Linnaeus, 1758
- Natrix fasciata pleuralis Cope, 1892
- Natrix sipedon insularum Conant & Clay, 1937
- Natrix sipedon williamengelsi Conant & Lazell, 1973

Statut de conservation UICN

 LC  : Préoccupation mineure
La Couleuvre d'eau, Nerodia sipedon, est une espèce de serpents de la famille des Natricidae. 

## Répartition
Cette espèce se rencontre :
- aux États-Unis dans l'est du Colorado, au Nebraska, au Kansas, en Iowa, en Oklahoma, au Missouri, dans le sud-est de la Louisiane, en Arkansas, au Mississippi, en Alabama, dans le nord de la Géorgie, dans le nord-ouest de la Caroline du Sud, dans le nord-ouest de la Floride, en Caroline du Nord, dans le sud-est du Minnesota, au Wisconsin, en Illinois, au Tennessee, au Kentucky, en Virginie-Occidentale, en Virginie, en Indiana, en Ohio, en Pennsylvanie, dans l'État de New York, au Vermont, au New Hampshire, dans le sud du Maine, au Massachusetts, au Connecticut, au New Jersey, au Delaware, au Maryland et au Michigan ;
- au Canada en Ontario et au Québec.

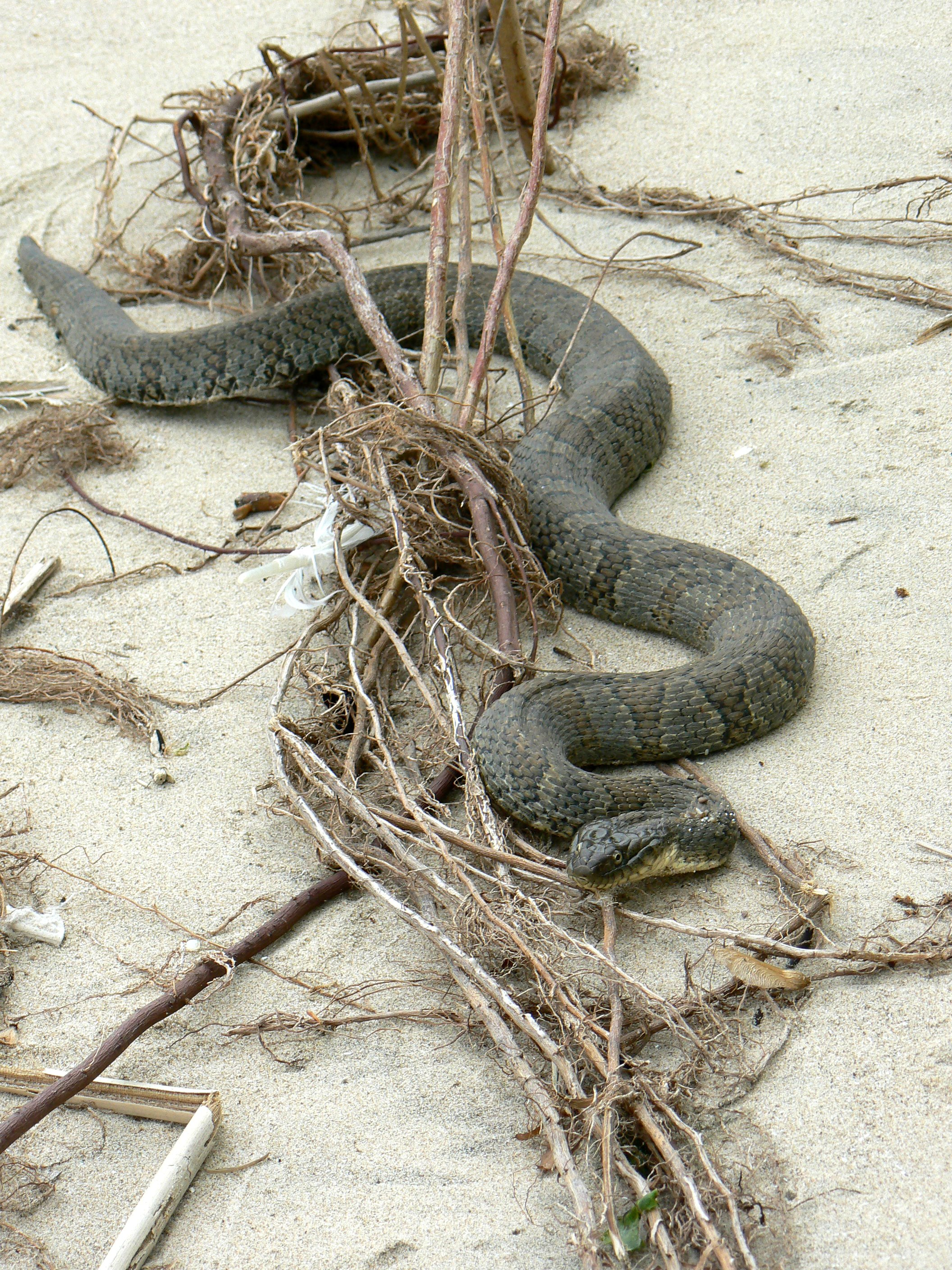
Nerodia sipedon insularum

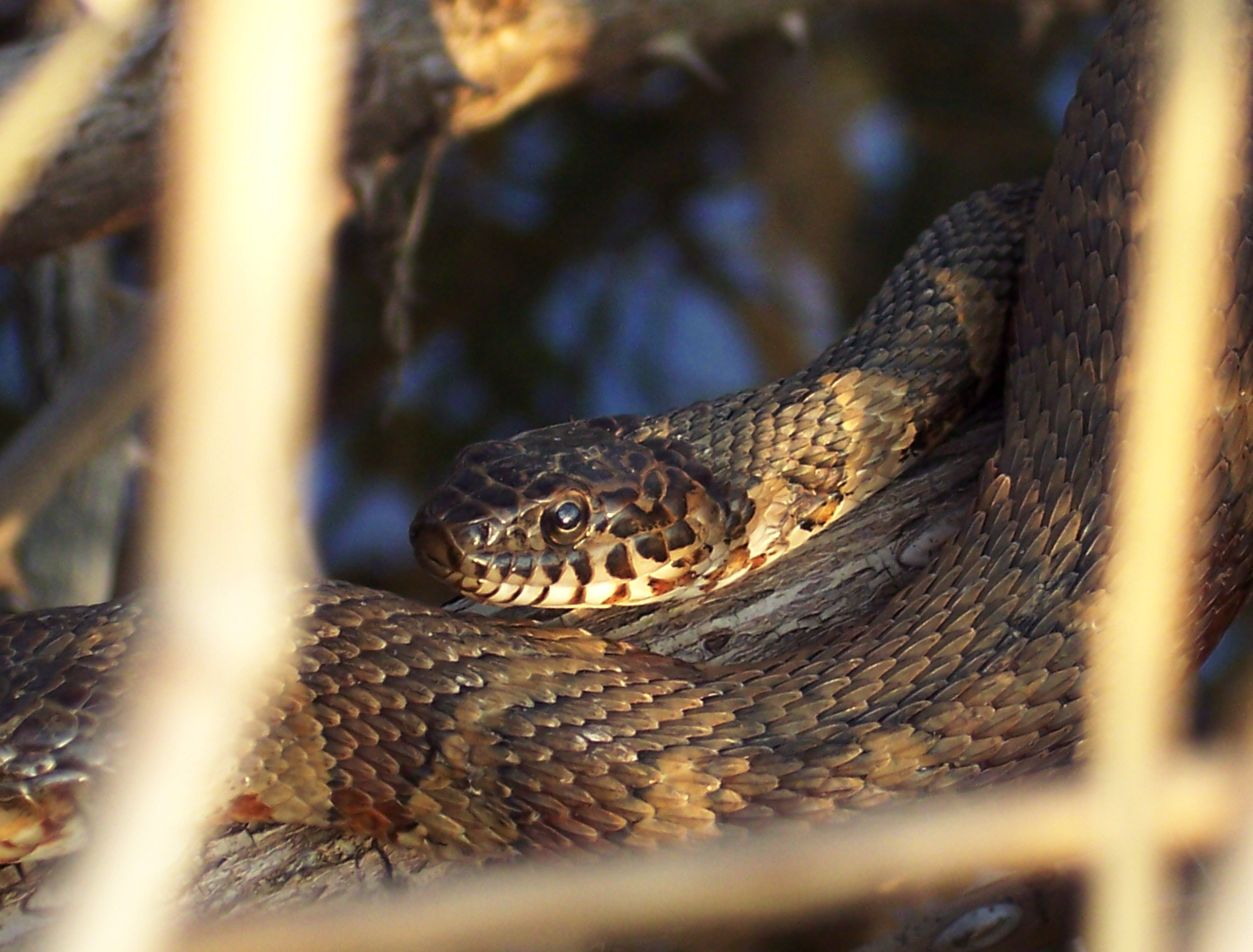
Nerodia sipedon sipedon

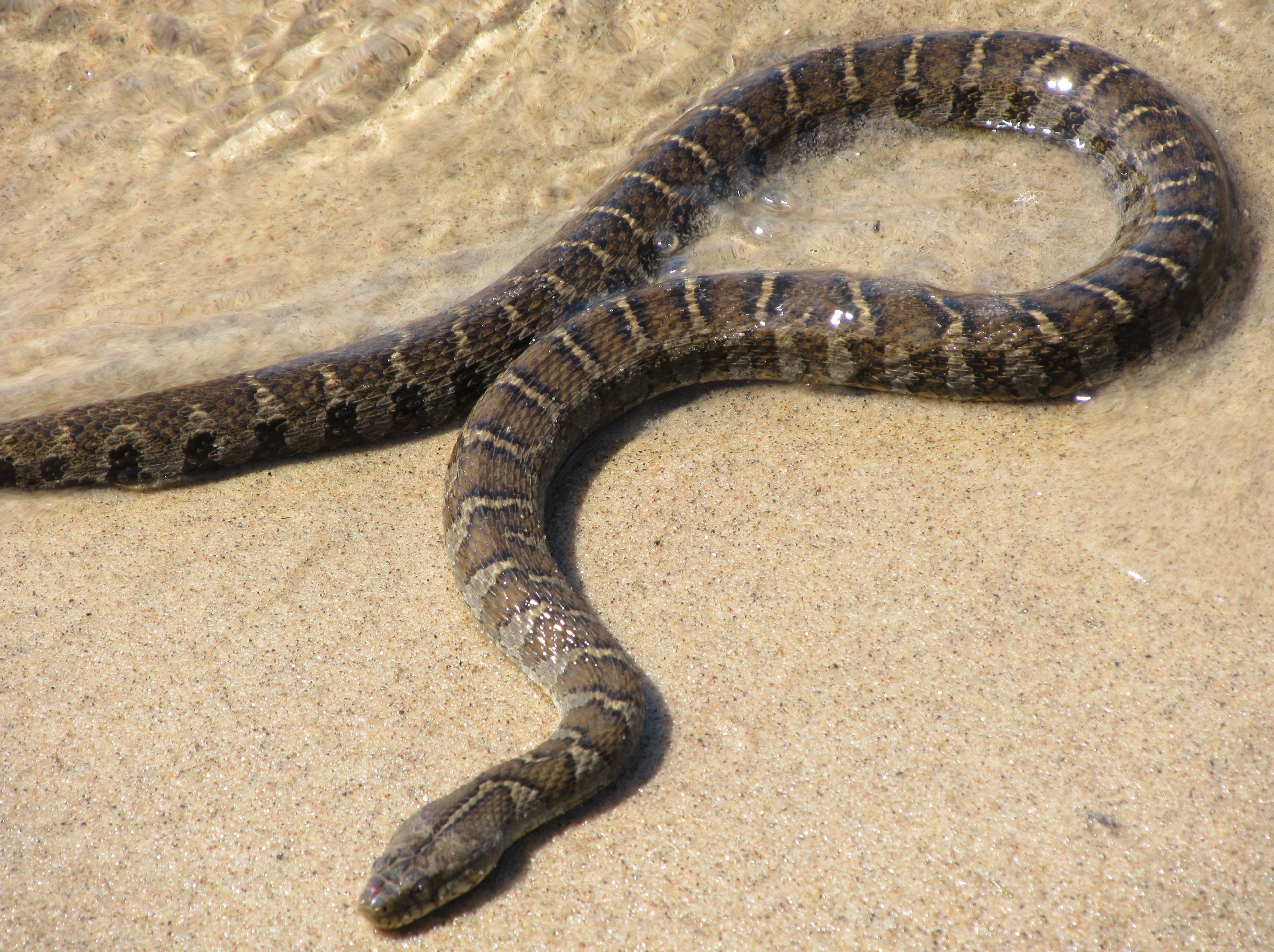

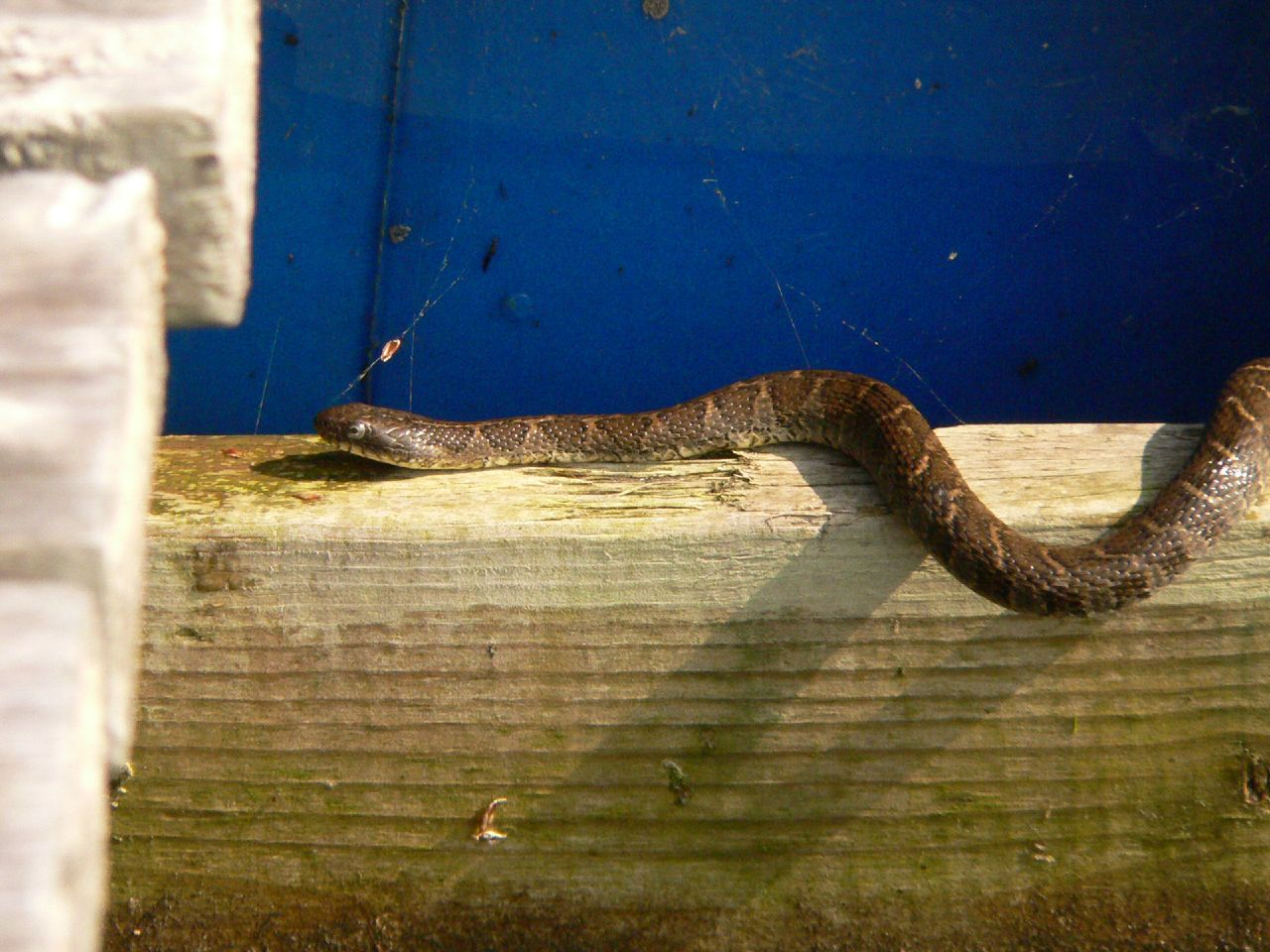

## Description
Cette espèce de couleuvre est une très bonne nageuse et on la trouve près des cours d'eau.
Elle peut atteindre de 60 à 100 cm de long en moyenne et cette espèce est la plus grande des couleuvres du Québec. Son corps est caractérisé par une série de bandes sur le dos constituées de carrés brun foncé entrecoupés de bandes crème ou brun clair. On la distingue également par une marque foncée sur la tête et le cou.
La couleuvre d'eau possède des écailles carénées et une plaque anale divisée. Cette espèce est ovovivipare et donne naissance à une trentaine de petits.

## Liste des sous-espèces
Selon The Reptile Database (10 septembre 2013) :
- Nerodia sipedon insularum (Conant & Clay, 1937)
- Nerodia sipedon pleuralis (Cope, 1892)
- Nerodia sipedon sipedon (Linnaeus, 1758)
- Nerodia sipedon williamengelsi (Conant & Lazell, 1973)

## Publications originales
- Conant & Clay, 1937 : A new subspecies of water snake from Islands in Lake Erie. Occasional Papers of the Museum of Zoology, University of Michigan, no 346, p. 1-9 (texte intégral).
- Conant & Lazell, 1973 : The Carolina salt marsh snake: a distinct form of Natrix sipedon. Brevoria, no 400, p. 3 (texte intégral).
- Cope, 1892 : A critical review of the characters and variations of the snakes of North America. Proceedings of the United States National Museum, vol. 14, p. 589-694 (texte intégral).
- Linnaeus, 1758 : Systema naturae per regna tria naturae, secundum classes, ordines, genera, species, cum characteribus, differentiis, synonymis, locis, ed. 10 (texte intégral).

Venin:
- Liens externes

Sur les autres projets Wikimedia :
- Couleuvre d'eau, sur Wikimedia Commons
- Couleuvre d'eau, sur Wikispecies

(fr + en) ITIS : Nerodia sipedon  (Linnaeus, 1758) (consulté le 10 septembre 2013)
- (en) NCBI : Nerodia sipedon (taxons inclus) (consulté le 10 septembre 2013)
- (en) Reptarium Reptile Database : Nerodia sipedon (Linnaeus, 1758) (consulté le 10 septembre 2013)
- (en) Paleobiology Database : Nerodia sipedon  Linnaeus 1758 (consulté le 10 septembre 2013)
- (en) UICN : espèce Nerodia sipedon (Linnaeus, 1758) (consulté le 18 mai 2015)
- (en) Wild Herps : photographies de Nerodia sipedon (consulté le 10 septembre 2013)
- Ministère des ressources naturelles et de la faune du Québec.